# Money Maker

Die Zusatzscheine von 2012

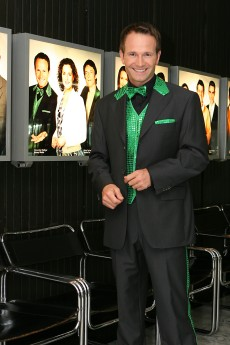
Moderator Alexander Rüdiger

Money Maker war eine österreichische Spielshow, die von 1996 bis 2019 im öffentlich-rechtlichen Fernsehsender ORF 2 ausgestrahlt wurde. Die Kandidaten der Sendung versuchten in einer Gelddusche so viel Geld wie möglich zu fangen. Um an der Show teilnehmen zu können, musste der Kandidat beim gleichnamigen Rubbellos, welches von den Österreichischen Lotterien vertrieben wird, drei ORF-Symbole auf einem einzelnen Los aufrubbeln. Man konnte u. U. auch mit drei Rubbellosen, die jeweils zwei dieser Symbole aufweisen, an der Sendung teilnehmen. Die Sendung war, am Marktanteil gemessen, eine der erfolgreichsten Spielshows im öffentlich-rechtlichen Fernsehen. Die letzte Sendung fand am 25. August 2019 statt.

## Show

### Verlauf
Zu Beginn der Sendung begrüßte der Moderator das Publikum sowie den Kandidaten, welcher zeitgleich mit der Begrüßung das Studio betrat. In älteren Sendungen wurde der Teilnehmer gefragt, ob er sogenannte Zusatzscheine aktivieren wolle oder nicht; diese Scheine waren in etwa so groß wie eine Eurobanknote und wurden der Gelddusche hinzugefügt. Fing man den roten Schein, so verdoppelte sich der Gewinn, die gelbe Imitation einer Banknote sorgte für eine Halbierung der Geldsumme. In der Staffel, welche 2012 ausgestrahlt wurde, ersetzte man dieses Element durch ein anderes. Vor der Gelddusche musste sich nun der Teilnehmer – vergleichbar mit einem Hütchenspiel – für eine von drei Karten, die verdeckt vor ihm liegen, entscheiden. Dadurch war es möglich, die dreißig Sekunden Spielzeit um zehn weitere Sekunden zu erweitern. Mit einer anderen Karte ließ sich der Gewinn verdoppeln. Die dritte Karte brachte keinerlei Vorteile mit sich. Nachdem sich der Kandidat auf eine Option festgelegt hatte, betrat er die Gelddusche genannte Glaskabine. Nachdem die Türe ins Schloss gefallen war, gab der Moderator mit dem Satz „Auf die Scheine, bitte los!“ das Startkommando und wurden Geldscheine in die Kabine geleitet und durch eine Windmaschine in Bewegung gehalten. Nun versuchte der Spieler so viele Geldscheine zu fangen, wie es ihm möglich war. Die Banknoten gab er nun in die Taschen seines Overalls, welcher ihm für die Sendung zur Verfügung gestellt wurde. In den letzten Sekunden begab sich der Gast in eine Position, die es erlaubt, nach dem Ausschalten des Gebläses, herunterfallende Geldscheine aufzufangen. Das Geld wurde anschließend gezählt. Während der Zählung fand ein Zuschauerspiel statt, bei dem zwei Zuseher eine virtuelle Rubbelkarte mit Feldern, die von 1 bis 9 nummeriert sind, aufrubbeln mussten. Dazu wählte der erste Mitspieler ein beliebiges Feld aus, welches anschließend freigemacht wurde. Unter diesen Feldern befand sich drei Abbildungen von Wiener Philharmonikern sowie sechs Nieten. Wer das dritte Feld mit einem Wiener Philharmoniker aufrubbelte, gewann eine dieser Münzen.

### Hintergründe
Die Begrüßung, Vorstellung der Teilnehmer und die Gelddusche wurden aufgezeichnet, das darauffolgende Zuseherspiel wurde live ausgestrahlt.
Während der Gelddusche war es dem Kandidaten erlaubt, frei umherfliegende Geldscheine zu fangen und in die Taschen des Overalls zu stecken. Er durfte keinesfalls zu den Düsen fassen, Geld vom Boden aufheben oder Scheine von der Decke bzw. den Wänden nehmen. Ob die Regeln eingehalten wurden, prüfte eine Notarin. Bevor jemand, der sich qualifizieren konnte, an der Sendung teilnehmen kann, wurden ihm Verhaltensanweisungen und die Spielregeln in einer Art Kurs nahegelegt.
Der höchste Gewinn, der seit 2006 erzielt wurde, betrug 15.000 Euro. Der Gewinner stammte aus Kärnten und fing Geldscheine im Wert von 7.500 Euro. Mithilfe eines Zusatzscheins konnte er diese Summe verdoppeln. Die Gelddüsen transportieren stets 63.750 Euro in die Gelddusche.
Der höchste Gewinn überhaupt betrug 29.300 Euro.

### Off-Air-Termine
Zuseher, die nach Ende der Ausstrahlung Rubbellose mit drei ORF-Symbolen aufrubbelten, erhielten einen Nachtragstermin im Herbst. Diese Geldduschen wurden allerdings nicht im Fernsehen ausgestrahlt.
Erste Version
In den ersten 10 Jahren von 1996 bis 2006 unter der Moderation von Alex Krause fand nach dem Geldscheffeln das Telefon-Zuschauerspiel statt, wobei die Show zeitmäßig geteilt war. Als Alex Krause 2 Telefonkandidaten hatte, mussten sie die Summe des Geldscheffel-Kandidaten abschätzen. Danach erschien am Bildschirm eine Geldzählmaschine, die das Ergebnis verriet. Wer die Summe erraten hatte, gewann den goldenen Philharmoniker.

### Staffel 2012
2012 verfolgten durchschnittlich 622.000 Zuseher (38 % Marktanteil) die Staffel, an der 56 Kandidaten teilnahmen und insgesamt 309.000 Euro gewannen. Im Schnitt gewann jeder Teilnehmer 5.518 Euro, der Höchstgewinn wurde von einem Steirer erzielt. Dieser betrug 11.300 Euro. Die meisten Teilnehmer der Staffel stammten aus Niederösterreich. Die höchsten Zuseherzahlen konnten am 9. sowie am 25. Juli verzeichnet werden. An diesen Tagen sahen bis zu 766.000 Zuseher die Sendung.

### Einstellung von Money Maker
Vom 1. Juli bis 25. August 2019 lief die letzte Staffel von Money Maker. Am 25. August 2019 fand die 1.344. Ausgabe statt, die zugleich die Letzte war, denn danach wurde die Sendung eingestellt. 
Win2day (Eigenschreibweise win2day) ist die Online-Spieleseite der Österreichischen Lotterien. Seit 2023 gibt es bei win2day "Money Maker" und die Gelddusche wieder als Click&Win-Online-Spiel. 

## Rubbellos
Das dazugehörige Rubbellos der Österreichischen Lotterien kostet 3 Euro und verspricht einen Höchstgewinn von 10.000 Euro. Werden drei gleiche Geldbeträge aufgerubbelt, so erhält der Teilnehmer dieser Sofortlotterie diesen Gewinn einmal. Ein Los bietet neben der eigentlichen Rubbelfläche auch ein zusätzliches Bonusfeld mit weiteren Gewinnmöglichkeiten. In der Los-Serie von 2012, die aus 1,8 Millionen Losen bestand, existierten lediglich 100 Lose mit drei ORF-Symbolen.
| Anzahl pro Serie | Gewinn                     |
| ---------------- | -------------------------- |
| 10-mal           | 10.000 Euro                |
| 15-mal           | 1.000 Euro                 |
| 100-mal          | Einladung in die Spielshow |
| 100-mal          | 500 Euro                   |
| 1.500-mal        | 100 Euro                   |
| 7.500-mal        | 15 Euro                    |
| 75.000-mal       | 9 Euro                     |
| 130.000-mal      | 6 Euro                     |
| 374.500-mal      | 3 Euro                     |
| 1.211.275-mal    | Niete                      |